# Lubricante íntimo

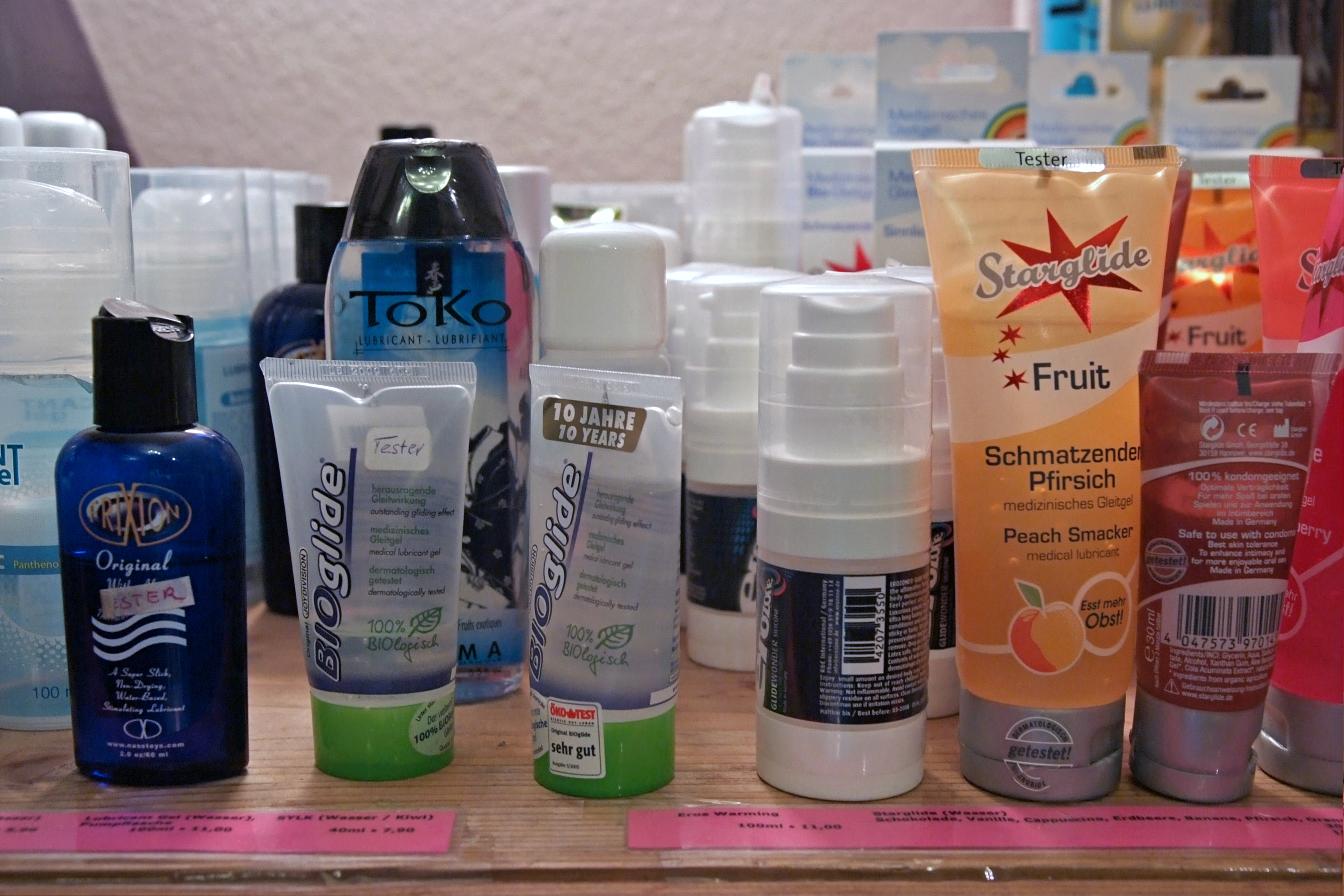
Varios lubricantes íntimos.

El lubricante íntimo, a veces conocido y vendido con el nombre de lubricante vaginal, es un lubricante especializado en reducir la fricción en los genitales o en el ano al momento de tener contacto íntimo con esas zonas.
Algunos productos de uso exclusivo de lubricante quirúrgico se usan actualmente para lograr lubricación durante la actividad sexual, en particular en los casos en que la natural lubricación con fluido vaginal no está disponible.
Los lubricantes de base mineral-oleosa (derivados del petróleo), como la vaselina, tienen el defecto de dañar y hacer inútil el preservativo de látex. Por este motivo, es necesario emplear lubricante hidrosoluble, de base acuosa.
El pensador Aristóteles dejó reflejado en sus textos el habitual uso del aceite de oliva como lubricante intimo. Este aceite vegetal fue profusamente utilizado en las culturas griegas y romanas desde el siglo IV a. C. según apuntan los textos del filósofo, aunque se estima su utilización durante milenios. En la cueva griega de Apidimia, lugar en el que se halló el cráneo de Homo sapiens más antiguo del continente europeo (unos 210.000 años datados con carbono 14, según el estudio presentado en la revista Nature , se encontró a su vez una serie de vasijas con pinturas asociadas al culto a la fertilidad que fueron utilizadas para almacenar aceites. La hipótesis más plausible es que los aceites que almacenaban eran utilizados como lubricantes íntimos, por lo que se estima que su uso era habitual incluso por el Homo neanderthalensis, especie del género homo principalmente presente en esa época.

## Tipología

### De base acuosa
Un lubricante íntimo de base acuosa es hidrosoluble (miscible en agua) e irrita generalmente menos las mucosas y demás superficies del cuerpo. Este tipo de lubricantes tiene la tendencia a secarse durante el uso, pero aplicando agua o saliva es suficiente para "reactivarlo"; suele emplearse durante la actividad sexual.
Este tipo de lubricantes de base acuosa son incompatibles con los juegos sexuales en el agua (bañeras, piscinas), dado que se disuelven en el agua.

### De base mineral-oleosa
Un lubricante de base oleosa es generalmente una mezcla de gelatina y aceite mineral. Por mucho tiempo, este tipo de lubricante fue usado en los procedimientos médicos. Debido a su base oleosa, no se diluye ni descompone al contacto con los fluidos corporales, como sí ocurre con los productos de base acuosa. Por otra parte, es muy difícil quitar del cuerpo las trazas del lubricante de base oleosa porque no se diluye en agua.	
Otra desventaja importante del producto de base mineral-oleosa es que ataca el látex, quitando eficacia al preservativo de este material, tanto como contraconceptivo como protección de enfermedad de transmisión sexual.
Los productos de base mineral-oleosa más difundidos en el comercio son la vaselina y el aceite para bebés. Este último, sin embargo, no es recomendable, puesto que esta sustancia no puede ser diluida por el organismo, pudiendo servir para crear un desbalance en el pH del organismo y, por ende, se exponga a una infección por bacterias o virus.

### De base polvo
El Lubricante JLube es uno de los más famosos lubricantes para hacer fisting. J Lube es originariamente un artículo pensado para uso veterinario, este producto va a ser de gran ayuda para los partos.
Presentado en forma de polvo, en contacto con la humedad se convierte en una masa viscosa y muy resbaladiza.

## Uso

### En medicina
En medicina el lubricante íntimo se utiliza en los exámenes ginecológicos, tacto rectal, termometría anal y en enemas.

### En relaciones sexuales
El lubricante se emplea para aumentar el placer y/o evitar el dolor durante la actividad sexual, y se aplica típicamente sobre el glande, el consolador, en la vagina, la vulva y en el ano (en caso de relaciones anales), antes de la penetración.
Es muy útil cuando la mujer no resuelve abundantemente con lubricación natural, y esa escasez de lubricación natural no logra compensarse con el líquido preseminal producido por el varón, y cuando presenta sequedad vaginal. Así es un coadyuvante en el caso donde la vagina se contrae, por dolor, al punto de ser dificultosa la penetración y el bombeo. También sirve para que no duela la penetración muy fuerte.
El lubricante íntimo también permite practicar con más facilidad el sexo anal, ya que en este caso no existe lubricación natural, eliminando o limitando cualquier dolor provocado por la introducción pene-ano, consolador-ano y la fricción.

### En la masturbación
Es común que solitariamente la mujer disponga de una buena lubricación en la vagina en la primera fase de la excitación. Sin embargo, en el caso del hombre, la lubricación espontánea del pene es más reducida. Se emite un líquido lubricante, producto de la glándula de Cowper, que produce un ligero efecto lubricante, pero solo en un estado avanzado de excitación. En los circuncisos falta la ligera lubricación interior producida en el prepucio, haciendo muy necesario el uso de lubricante artificial al inicio de la masturbación.
Otra motivación para el uso de lubricante íntimo es poder lograr una ulterior estimulación y poder ejercer una mayor fuerza sobre el pene.